# São Pedro do Iguaçu
São Pedro do Iguaçu este un oraș în Paraná (PR), Brazilia.